# 戈纳伊夫
戈纳伊夫（法語：Gonaïves，發音：[ɡɔnaiv]；亦作，發音：[ɡonajiv]）是海地阿蒂博尼特省戈納伊夫區的市镇，也是该省省会及该区首府，总面积573.58平方千米，2015年人口356324。戈纳伊夫位於海地西部，戈纳夫湾東北岸，是阿蒂博尼特河平原区的商业中心和集散地。

## 历史
1804年1月1日，起義軍攻佔太子港，並在此宣布海地共和國獨立。2004年，海地反對派組織發動軍事政變，攻佔了此地，並要求總統阿里斯蒂德下台。

## 经济
港灣優良，主要輸出咖啡、蔗糖、香蕉、棉花、木材等物質。為交通樞紐，鐵路通埃讷里，公路南通太子港，北達海地角。